# Jacqueline Kelly
Jaqueline Kelly, és una advocada i autora neozelandesa. Sent molt jove es muda al Canadà i després a El Paso, Texas.
Va estudiar medicina, i després dret a la Universitat de Texas. Va ser guardonada amb la Medalla Newbery.

## Llibres

### Calpurnia Tate
1. The Evolution of Calpurnia Tate (2009)
2. The Curious World of Calpurnia Tate (2017)

#### Calpurnia Tate, Girl Vet
- Skunked!
- Counting Sheep (2017)
- Who Gives a Hoot? (2017)
- A Prickly Problem (2018)

### Altres
- Return to the Willows (2012)